# Terapia Vojta
La terapia Vojta es un método de fisioterapia que se utiliza en lactantes, niños, adolescentes y adultos que presentan alteraciones del sistema nervioso central y trastornos motores y posturales.
Fue descubierta por el neurólogo y neuropediatra checo Václav Vojta.

## Principios
Mientras que el ser humano sano, para orientarse en su vida diaria, puede acceder de forma automática e inconsciente a todos los elementos de enderezamiento y locomoción humanos, en caso de una lesión del sistema nervioso central y del aparato postural y motor, los patrones motores innatos para la prensión, la manipulación, el volteo, la puesta en pie, la marcha y la carrera solo están disponibles de forma incompleta. 
Con la denominada “locomoción refleja” Vojta desarrolló un método que posibilita el acceso a esos patrones motores innatos, elementales – o a parte de ellos –, aun cuando exista una lesión del aparato motor o del sistema nervioso central.
El término “locomoción refleja” ya contiene resumidos los principios de la terapia Vojta: con el término „reflejo“ la ciencia se refiere a una respuesta siempre constante frente a un determinado estímulo, la cual no se puede controlar intencionalmente. 
El término "locomoción" denomina la capacidad de locomoción en general.

## Campos de aplicación
La terapia Vojta puede aplicarse como tratamiento fisioterápico de base en cualquier alteración motora y en muchas enfermedades.
A menudo se piensa equivocadamente que la terapia Vojta solamente produce efectos deseados en el lactante y en la edad infantil. Aunque el sistema nervioso central en la edad infantil es mucho más moldeable que en la edad adulta, en los años posteriores también pueden "facilitarse" patrones motores sanos en el sistema nerviosa central.
La terapia Vojta solamente requiere una conexión neuromuscular, o sea una "vía de conducción“ disponible entre vías nerviosas y músculos. En cuadros clínicos que no pueden ser tratados causalmente – por ejemplo la esclerosis múltiple – con la llamada locomoción refleja de la terapia-Vojta puede aprovecharse el respectivo potencial neurológico existente.

Aplicaciones para la terapia Vojta son:
- las alteraciones de la coordinación central en lactantes
- las alteraciones motoras secundarias a lesiones cerebrales (parálisis cerebral)
- las parálisis periféricas de brazos y piernas (espina bífida, paresias de plexo, u otras)
- diferentes enfermedades musculares
- enfermedades o limitaciones funcionales de la columna vertebral, por ej., escoliosis
- lesiones ortopédicas de hombros y brazos, de la cadera y de las piernas – sobre todo en el crecimiento
- Como tratamiento coadyuvante en alteraciones de la cadera (displasia o luxación)
- problemas de respiración, deglución y masticación
- paraplejias
- esclerosis múltiple, apoplejía y otras alteraciones neurológicas, por ejemplo algias, paresias residuales relacionadas con hernias discales, isquialgias

La terapia VOJTA no debe aplicarse en:
- Infecciones agudas o en inflamaciones
- Algunas enfermedades especiales, por ej. los huesos de cristal
- Determinadas enfermedades cardíacas o musculares
- Durante el embarazo

## La aplicación de la terapia
Es posible activar la locomoción refleja principalmente a partir de 3 posiciones básicas: sobre el vientre, de lado y de espaldas, desde diez zonas del cuerpo – descritas por Vojta – localizadas en el tronco, en los brazos y en las piernas. En el niño recién nacido se puede desencadenar la respuesta desde una sola zona, pero en los niños más mayores y en los adultos es necesario combinar varias zonas a la vez.
A partir de posiciones de partida definidas el terapeuta realiza una presión selectiva en determinadas zonas del cuerpo. Ese estímulo provoca -independientemente de la voluntad del paciente- en cualquier edad, a dos respuestas motoras
complejas que contienen todos los elementos motores básicos del enderezamiento humano y de la locomoción humana: la “reptación refleja” y el “volteo reflejo”.
Los patrones motores de la locomoción refleja científicamente descritos de manera exacta, pueden reproducirse siempre. La terapia se adapta al cuadro clínico del paciente y a los objetivos
terapéuticos mediante la combinación y variaciones de las zonas de estimulación, así como mediante mínimos cambios en la dirección de la presión y en la colocación angular de las extremidades.

## Efecto de la activación
Los complejos motores de la locomoción refleja contienen los componentes básicos de cualquier locomoción: 
- el control automático del equilibrio durante el movimiento (el “control postural”)
- el enderezamiento del cuerpo contra la gravedad
- los movimientos propositivos de prensión o de paso de las extremidades(“movilidad fásica”).

La activación repetida de dicho control postural automático y de esos movimientos “reflejos” conduce al “desbloqueo” de los circuitos neuronales, funcionalmente bloqueados, entre el cerebro y la médula, o incluso a la formación de nuevas vías. 
Será „desbloqueado“ el acceso a aquellas funciones musculares inconscientes, necesarias en acciones espontáneas de la vida diaria y serán activados los patrones motores innatos.
Dependiendo de la enfermedad de base, es posible mantener a lo largo de todo el día el nivel de movilidad alcanzado aplicando solo algunas sesiones de tratamiento relativamente cortas
de “facilitación” de las funciones motoras y posturales del sistema nerviosa central. Así se consigue un cambio positivo de postura y motricidad espontáneas. Por tanto el paciente con alteraciones motoras mejorará su capacidad de la toma de contacto y la comunicación con su entorno y se fomentará su desarrollo de autonomía e independencia. 
El método-Vojta actúa sobre las vías nerviosas existentes a todos los niveles del cuerpo, desde la musculatura esquelética y los órganos internos, hasta las funciones cerebrales más complejas y la psique del paciente. Por tanto, aparte de la postura y la locomoción, pueden activar e influirse con la terapia Vojta, funciones vegetativas (respiración, riego sanguíneo, funciones vesicales e intestinales, el ritmo de sueño y vigilia), la sensibilidad y la zona orofacial (deglución, movimientos de los ojos, lenguaje).

## Programa de tratamiento individual
El médico responsable es el que prescribe la terapia Vojta. Un fisioterapeuta especializado y certificado en la terapia-Vojta realiza el tratamiento, centrándose en el problema motor principal de cada paciente y teniendo en cuenta su enfermedad de base con sus respectivas posibilidades y límites.
Aparte de la enfermedad de base, la eficacia del tratamiento depende de la intensidad, de la frecuencia y de la exactitud a la hora de realizar los ejercicios.
Una vez indicada la terapia Vojta por el médico responsable, el paciente es remitido al terapeuta especializado, el que diseña el programa individualizado y establece los objetivos terapéuticos junto al paciente/a los parientes. El programa de tratamiento, su dosificación e incluso las pausas, tienen que irse ajustando regularmente según la evolución del paciente.

## El niño en la terapia Vojta
El sistema nervioso central en la edad del lactante/niño, en comparación con el del adulto, es mucho más moldeable. Para aprovechar adecuadamente las posibilidades que por tanto existen de un tratamiento precoz - dentro del 1º año de vida - la terapia-Vojta por regla general ha de realizarse varias veces al día. Para faciltar la posibilidad de realizar la terapia con la intensidad necesaria, se le enseña la técnica de tratamiento a los padres o personas de referencia, los que así pueden llevar a cabo la terapia en casa. Durante la terapia, que puede extenderse a lo largo de semanas, meses y en casos especiales hasta años, los padres siempre deberían estar acompañados por el terapeuta-Vojta.
La terapia-Vojta es un tipo complejo de tratamiento y con grandes exigencias hacia el terapeuta-Vojta implicado. Una aplicación equivocada conduce a la pérdida de su carácter dialogante y por tanto desaparece parcial o totalmente su efecto. Por este motivo antes de iniciar la terapia-Vojta también han de valorarse las posibilidades y limitaciones en cuanto a la actividad terapéutica de los familiares. El acompañamiento permanente de las personas de referencia del tratamiento es un componente integral de la terapia-Vojta. Por este mismo camino también se lleva a cabo una adaptación permanente de la terapia tanto referente a los patrones motores mencionados como a la dosificación. El comportamiento del niño antes, durante y después del tratamiento resulta ser un sensible indicador regulativo para la aplicación de la terapia-Vojta. El diálogo constante con los padres respecto a estas percepciones también es un factor fundamental del proceso terapéutico según Vojta. 
La terapia de locomoción refleja es muy eficaz, pero a los
lactantes y niños pequeños les supone un importante
esfuerzo. Los niños expresan generalmente en forma de
llanto la activación terapéutica que es necesario provocar.
Y ese llanto provoca en los padres, naturalmente, cierta
irritación y miedo hacer daño a su hijo. Pero el llanto es,
a esta edad, un modo importante y adecuado de reaccionar
a la activación de la locomoción refleja, a la que no están
acostumbrados. Por lo general, después de un pequeño
periodo de adaptación, el llanto no es tan intenso y los
niños dejan de llorar en las pausas entre los ejercicios y al
terminar la sesión. En los niños más mayores y que pueden
expresarse verbalmente, por lo general no aparece el llanto.

## Controversia
La crítica más común de la terapia-Vojta se basa en el llantos de los pacientes en la edad de lactancia. Muchos padres indicaron en un estudio que llegaron a sus límites físicos y mentales debido a que tenían que reprimir su "comportamiento intuitivo para calmar y eliminar la causa del llanto“. Muchas madres además se preocuparon, pensando que el niño podría tomarse a mal el tratamiento y sufrir daños psicológicos permanentes.
Un estudio comparativo (lactantes tratados con Vojta / lactantes sanos de la misma edad) mostró, que el trabajo añadido de la madre en la terapia-Vojta no iba en detrimento del tiempo usado para el juego relajado en común. En el subgrupo de los lactantes con alteración de la coordinación central (ZKS) se evidenció, que los lactantes tratados con Vojta, fuera del tiempo de terapia estaban mucho menos inquietos que los lactantes sin tratamiento.
Un amplio estudio psicológico concluyó, entre otras cosas, que al contrario de los distintos argumentos emocionales sobre la generación de traumas en niños por la terapia neurofisiológica de Vojta, aquellos niños de riesgo sintomatológicos y tratados de forma precoz, a la edad de 4 a 7 años no presentaban diferencias respecto a otros niños de edad preescolar. 
Un análisis de la relación padres-hijo ha mostrado una actitud de gran compañerismo entre padres e hijo del grupo que aplicaba la terapia-Vojta. En este estudio no se han podido constatar que hubiera agresiones o rechazo de los padres hacia su hijo, todo lo contrario, los padres en parte se ocupaban más bien demasiado de su hijo.

## Reconocimiento
La terapia-Vojta es un método de tratamiento reconocido por la seguridad social, aunque no se aplica en todos los hospitales públicos. Los terapeutas-Vojta han cursado con éxito la formación profesional especializada reconocida de la terapia-Vojta, según los estándares y directrices médicas de la "Internationale Vojta Gesellschaft e.V.".
Terapeutas-Vojta cualificados, centros de tratamiento, clínicas y consultas de fisioterapia, que ofrecen la terapia-Vojta, pueden encontrarse en casi toda España y en muchos países de Sudamérica.

## Estudios
La locomoción refleja de Vojta, sus efectos y sus resultados terapéuticos en muchas ocasiones han sido investigados científicamente y demostrados de forma empírica. Además existen varios
estudios basados en evidencias.
| Autor                               | n   | Estudio | Resultado | Nivel de evidencia |
| ----------------------------------- | --- | --- | --- | ------------------ |
| Vojta, 1974 (1969–1971)             | 394 | Niños con riesgo sintomático frente a niños con riesgo por anamnésis | El tratamiento precoz es posible y eficaz | C                  |
| Vojta, 1978 (1971–1973)             | 582 | Niños con alteraciones de la coordinación central, que mostraban agravación en el control posterior (alteración de la coordinación central de mayor grado, asimetría)                     | El espectro de los niños tratados sin éxito es diferente al de los niños no tratados | C                  |
| Vojta, 1982                         | 713 | Significado de influencias subjetivas en la evaluación diagnostica; tratamiento frente a remisión espontánea, período de tratamiento                                                      | El tratamiento precoz efectivo comienza antes del 5° mes; resultados parciales del estudio (1974) profundizados y ampliados                                                                               | C                  |
| Imamura et al., 1983                | 472 | Niños con riesgo sintomatológico, sin tratamiento, examinado según criterios Vojta | Aproximadamente 50 % de los niños no tratados se “normalizan“; en caso de tratamiento ausente las parálisis cerebrales fijadas se componen de todos los grados de alteraciones de la coordinación central | D                  |
| Kanda et al., 1984                  | 29  | Comparación de niños con diplejía espástica con diagnóstico de tomografía computerizada relevante y tratamiento precoz según Vojta frente a tratamiento tardío                            | Niños con tratamiento precoz empiezan a caminar promedio 8 meses antes que niños tratados de forma tardía                                                                                                 | B                  |
| Niethard, 1987                      | 67  | Niños con luxación de cadera tratados con terapia Vojta antes de la terapia quirúrgica | Número de la necrosis avascular postoperativa pudo disminuirse de forma significativa, optimización del tratamiento postoperativo                                                                         | C                  |
| Laufens et al., 1995                | 46  | Cambio de las capacidades motrices en pacientes con esclerosis múltiple por la terapia Vojta                                                                                              | Mejora significativa de las capacidades motrices. Según las posiciones de partida (véase La aplicación de la terapia) pueden constatarse variaciones en el resultado                                      | B                  |
| Böhme und Futschik, 1995            | 11  | Prematuros de inmadurez extrema con displasia broncopulmonar(DBP) están estimulados mediante zona pectoral según Vojta                                                                    | Aplicación del estímulo de la zona pectoral mejora la función pulmonar y reduce el trabajo pulmonar en la DBP                                                                                             | B                  |
| Banaszek und Norska-Borowka, 1997   | 31  | 31 prematuros fueron tratados con la terapia Vojta durante los primeros 12 meses, su desarrollo durante el primer año de vida fue comparado con 70 niños de la misma edad                 | Bajo utilización de un marcador de riesgo es posible realizar un pronóstico del tratamiento (necesidad, duración, éxito)                                                                                  | C                  |
| Jirout, 1998                        | 100 | Según diferentes posiciones de partida, antes y después de la activación de la zona pectoral y torácica según Vojta, se comprobó el grado de bloqueo de la articulación atlanto-occipital | Con estimulación de las zonas de Vojta es posible deshacer bloqueos de la articulación atlanto-occipital sin manipulación de la columna vertebral                                                         | C/D                |
| Laufens et al, 1999                 | 15  | Estudio de efectos por combinación de terapia con cinta de correr y terapia Vojta en pacientes con esclerosis múltiple                                                                    | Efectos de la terapia son los más favorable combinando: terapia con cinta de correr y a continuación la terapia Vojta. La combinación es más eficaz que terapia Vojta exclusiva                           | B                  |
| Yamori und Hirota, 2004 (1988–2000) | 322 | Investiga en niños con discapacidades motrices más allá del sexto mes, si y como la terapia Vojta puede influir sobre el criterio "marcha libre"                                          | Las perspectivas terapéuticas son más favorable en caso de comienzo temprano (antes del 6° mes) y ausencia de lesiones estructurales                                                                      | D                  |
| Kanda et al., 2004                  | 194 | Curso a largo plazo (62 meses, véase publicación 1984) de niños prematuros con diplejia espástica, que fueron tratados con la terapia Vojta: eficacia del tratamiento precoz              | Ventajas motrices estadísticamente comprobados de niños con amenaza de parálisis cerebral bajo terapia Vojta consecuente                                                                                  | B                  |
| Bittrich et al., 2008               | 35  | Prematuros son valorados según Prechtl y Vojta; se interrelacionan los resultados con los de la terapia precoz según Vojta                                                                | La terapia Vojta es eficaz, pero no necesaria en cualquier caso. La indicación puede ser precisada mediante combinación de reacciones posturales y general movement patterns                              | B/C                |
| Zukunft-Huber, 2008/1; 2008/2       | 2   | Integración de un tratamiento de Vojta a largo plazo de 2 prematuros en un concepto complejo de tratamiento                                                                               | Documentación cuidadosa de cursos a largo plazo bajo terapia | D                  |

1. ↑   entre paréntesis el espacio de tiempo, en el que eran recogidos los datos
2. ↑  n: n: número de objetos de experimentación en la prueba al azar
3. ↑   Nivel de evidencia:
A = estudio „ciego“, controlado y randomizado;
B = estudio con grupo de control paralelo, randomizado, pero sin control „ciego“;
C = como B, sin embargo sin grupo de control randomizado, pero con diagnostico instrumental estandarizado;
D = representación de un caso, documentado detalladamente, sin grupo comparativo y sin instrumental diagnostico estandarizado

## Historia
Entre los años 1950 y 1970 Václav Vojta desarrolló un principio de tratamiento para niños con parálisis cerebral. En estos niños, Vojta observó la existencia de patrones motores innatos, que se podían activar a partir de unos estímulos definidos y desde unas determinadas posturas. Dichos movimientos activados, que fueron realizados de manera inconsciente por el niño, se podían provocar regularmente y contenían características básicas de una verdadera locomoción. El efecto de dicha activación era asombroso: Tras haber sido activados, los niños con parálisis cerbral, en un primer lugar eran capaces de hablar con más claridad y en segundo lugar después de poco tiempo se podían poner mejor de pie o andar con mayor estabilidad. 
Mediante investigaciones posteriores Vojta pudo probar, que repitiendo varias veces la estimulación, era posible activar los movimientos con mayor amplitud y de forma más íntegra tanto en niños recién nacidos sanos como en adultos sanos.
Vojta dio por afirmada su teoría de los patrones motores innatos,„programados“ y fijados en el cerebro.
Vojta desarrolló la base de su terapia, partiendo de dicha teoría y de la experiencia clínica, de que en alteraciones motoras neurológicas existen alteraciones en la programación del sistema nervioso central, y basándose en la experiencia, de que las posturas ortopédicas anormales frecuentemente van acompañadas de un perjuicio a nivel del sistema nervioso central. 
Desde los años 1960 la terapia Vojta ha dado buen resultado como forma sistemática y global de tratamiento para lactantes, niños y adultos con parálisis cerebral. 
Aparte de esto, la terapia Vojta resultó ser tratamiento de múltiples aplicaciones en pacientes de cualquier edad en neurología, ortopedia, cirugía, traumatología y medicina interna.
Actualmente hay un equipo docente de fisioterapeutas y médicos, muchos de ellos formados por el propio Václav Vojta, y representados por la Sociedad Vojta Internacional (IVG), el cual se implica a nivel internacional en la formación, la investigatión, el diagnóstico y la calidad de la terapia-Vojta.